# Golfo Oljutorskij
Il golfo Oljutorskij (in russo Олюторский залив?) è un'insenatura della costa nord-orientale della penisola della Kamčatka, che si affaccia sul mare di Bering. Si trova nell'Oljutorskij rajon del Territorio della Kamčatka, nell'Estremo oriente russo.

## Geografia
Il golfo, che si apre verso sud, è compreso tra la penisola Govena (полуостров Говена), a ovest, che lo separa dal golfo di Korf, e la penisola Oljutorskij (полуостров Олюторский), a est. Il golfo si protende nel continente per 83 km ed è largo, all'ingresso, 228 km; la profondità dell'acqua raggiunge i 1000 m. Nel golfo sfociano vari corsi d'acqua, i fiumi maggiori sono il Pachača (Пахача) e l'Apuka (Апука). La parte occidentale della costa è formata da una cresta montuosa, la catena Pylginskim (Пылгинским хребтом), che raggiunge i 967 e i 1357 m e alcune piccole insenature: le baie Lavrova, Somnenija e Južnaja Glubokaja. La costa orientale è relativamente bassa; ci sono due lagune sul promontorio Oljutorskij: Kavača (Кавача) e Anana (Анана), e l'ampia insenatura Ėvekun (Эвекун лиман) alla foce del fiume Pachača. Due villaggi si trovano sulla costa del golfo: Pachači (Пахачи) e Apuka (Апука).